# Kanton Neuillé-Pont-Pierre
Kanton Neuillé-Pont-Pierre (francouzsky Canton de Neuillé-Pont-Pierre) je francouzský kanton v departementu Indre-et-Loire v regionu Centre-Val de Loire. Tvoří ho 10 obcí.

## Obce kantonu
- Beaumont-la-Ronce
- Cerelles
- Charentilly
- Neuillé-Pont-Pierre
- Pernay
- Rouziers-de-Touraine
- Saint-Antoine-du-Rocher
- Saint-Roch
- Semblançay
- Sonzay